# Microterys speciosissimus
Microterys speciosissimus is een vliesvleugelig insect uit de familie Encyrtidae. De wetenschappelijke naam is voor het eerst geldig gepubliceerd in 1911 door Girault.